# Línea N15 (EMT Madrid)
La línea N15 de la empresa municipal de autobuses de Madrid es una línea nocturna que conecta la Plaza de Cibeles con el Hospital 12 de Octubre. Realiza un recorrido similar al de las líneas diurnas 34 (entre Cibeles y Pirámides), 23 (entre Pirámides y la glorieta de Cádiz), 47/247 (en su recorrido por la calle Marcelo Usera), 81 (entre Marcelo Usera y su final) y 78/116 (en Orcasur).

## Características
La línea, al igual que todas las líneas nocturnas de Madrid de la red de búhos, empieza su camino en la plaza de Cibeles y sus horarios de salida de la misma coinciden con los de otras líneas para permitir el transbordo. 
La línea N15 fue creada en mayo de 1994 con la ampliación de 11 a 20 líneas de la red nocturna de la ciudad. Su primer recorrido fue Plaza de Cibeles-Aluche, que actualmente realiza la línea N18. Usera disponía entonces de la línea N12 que tenía un recorrido similar al de la actual N15, sin el circuito neutralizado en Orcasitas y Orcasur, teniendo el mismo recorrido de ida y vuelta por el corazón del barrio de Orcasitas. 
Con la ampliación de 20 a 24 líneas realizado en octubre de 2002, la línea N15 pasa a tener su recorrido actual, estableciendo en Orcasitas y Orcasur un circuito neutralizado modificando el recorrido de vuelta que pasa a circular por la Avenida de los Poblados. 
El 30 de septiembre de 2013 modificó su recorrido para dejar de pasar por Plaza Elíptica (en sentido Orcasur) y entrar directamente por Rafaela Ybarra.
El 29 de noviembre de 2023, la línea se ha ampliado al Hospital 12 de Octubre, dejando de tener circuito neutralizado en Orcasitas y Orcasur, aunque los recorridos de ida y vuelta son muy distintos.

## Horarios
| Domingos a jueves y festivos           |                                  |                                  |                                  |                                  |                                  |                                  |                                  |                                  |                                  |                                  |                                  |                                  |                                  |                                  |                                  |
| Cibeles > Hospital 12 de Octubre       | Cibeles > Hospital 12 de Octubre | Cibeles > Hospital 12 de Octubre | Cibeles > Hospital 12 de Octubre | Cibeles > Hospital 12 de Octubre | Cibeles > Hospital 12 de Octubre | Cibeles > Hospital 12 de Octubre | Cibeles > Hospital 12 de Octubre | Hospital 12 de Octubre > Cibeles | Hospital 12 de Octubre > Cibeles | Hospital 12 de Octubre > Cibeles | Hospital 12 de Octubre > Cibeles | Hospital 12 de Octubre > Cibeles | Hospital 12 de Octubre > Cibeles | Hospital 12 de Octubre > Cibeles | Hospital 12 de Octubre > Cibeles |
| 00                                     | 01                               | 02                               | 03                               | 04                               | 05                               | 06                               | 07                               | 23                               | 00                               | 01                               | 02                               | 03                               | 04                               | 05                               | 06                               |
| 00 35                                  | 10 45                            | 20 55                            | 30                               | 05 40                            | 15                               |                                  |                                  | 40                               | 15 50                            | 25                               | 00 35                            | 10 45                            | 20                               | 00 45                            |                                  |
| Viernes, sábados y vísperas de festivo |                                  |                                  |                                  |                                  |                                  |                                  |                                  |                                  |                                  |                                  |                                  |                                  |                                  |                                  |                                  |
| Cibeles > Hospital 12 de Octubre       | Cibeles > Hospital 12 de Octubre | Cibeles > Hospital 12 de Octubre | Cibeles > Hospital 12 de Octubre | Cibeles > Hospital 12 de Octubre | Cibeles > Hospital 12 de Octubre | Cibeles > Hospital 12 de Octubre | Cibeles > Hospital 12 de Octubre | Hospital 12 de Octubre > Cibeles | Hospital 12 de Octubre > Cibeles | Hospital 12 de Octubre > Cibeles | Hospital 12 de Octubre > Cibeles | Hospital 12 de Octubre > Cibeles | Hospital 12 de Octubre > Cibeles | Hospital 12 de Octubre > Cibeles | Hospital 12 de Octubre > Cibeles |
| 00                                     | 01                               | 02                               | 03                               | 04                               | 05                               | 06                               | 07                               | 23                               | 00                               | 01                               | 02                               | 03                               | 04                               | 05                               | 06                               |
| 00 20 40                               | 00 15 30 45                      | 00 15 30 45                      | 00 15 30 45                      | 00 15 30 45                      | 00 20 45                         | 15                               | 00                               | 30 55                            | 20 40                            | 00 20 35 50                      | 05 20 35 50                      | 05 20 35 50                      | 05 20 35 50                      | 10 30 50                         | 15                               |
| Sólo sábados y vísperas de festivo     |                                  |                                  |                                  |                                  |                                  |                                  |                                  |                                  |                                  |                                  |                                  |                                  |                                  |                                  |                                  |

## Recorrido y paradas

### Sentido Hospital 12 de Octubre
| Código | Denominación EMT                        | Denominación completa               | Ubicación                                                | Líneas de la parada                                                 | Metro / Cercanías      | Otros |
| ------ | --------------------------------------- | ----------------------------------- | -------------------------------------------------------- | ------------------------------------------------------------------- | ---------------------- | --- |
| 5442   | Cibeles                                 | Plaza de Cibeles                    | Paseo del Prado Nº2                                      | 10 N12 N15                                                          | Banco de España        | Líneas N1, N2, N3, N4, N5, N6, N7, N8, N9, N10, N11, N12, N13, N14, N16, N17, N18, N19, N20, N21, N22, N23, N24, N25, N26 y Exprés Aeropuerto (N27) |
| 77     | Neptuno                                 | Pza.Cánovas del Castillo            | Calle de Cervantes Nº44                                  | 10 14 27 34 37 45 001 C03 N9 N10 N11 N12 N13 N14 N15 N17 N25 N26    |                        | |
| 79     | Museo del Prado-Jardín Botánico         | Pº Prado-Pza.Platería Mtnez.        | Paseo del Prado Nº22                                     | 10 14 27 34 37 45 001 C03 N9 N10 N11 N12 N13 N14 N15 N17 N25 N26    |                        | |
| 81     | Prado-Atocha                            | Pº Prado-Atocha                     | Paseo del Prado Nº48                                     | 10 14 27 34 37 45 001 C03 E1 N9 N10 N11 N12 N13 N14 N15 N17 N25 N26 | Estación del Arte      | |
| 83     | Reina Sofía                             | Pza.Emperador Carlos V              | Plaza del Emperador Carlos V Nº7                         | 27 34 C03 C1 N12 N15 N17 NC1                                        |                        | NC2 |
| 84     | Teatro Circo Price                      | Ronda de Atocha                     | Ronda de Atocha Nº32                                     | 27 34 36 41 119 C03 C1 N12 N15 N17 NC1                              |                        | NC2 |
| 320    | Embajadores-Ronda de Valencia           | Ronda de Valencia                   | Ronda de Valencia Nº14                                   | 34 36 41 119 C03 C1 N12 N15 NC1 VAC-246                             | Embajadores            | NC2 |
| 322    | Embajadores-Acacias                     | Pº Acacias-Gta.Embajadores          | Paseo de las Acacias Nº2                                 | 34 36 119 N12 N15                                                   |                        | |
| 326    | Olmos                                   | Pº Acacias-Pº Olmos                 | Paseo de las Acacias Nº32                                | 34 36 62 116 118 119 N12 N15                                        |                        | |
| 327    | Pirámides                               | Pº Acacias-Gta.Pirámides            | Paseo de las Acacias Nº60                                | 34 36 62 116 118 119 N12 N15                                        | Pirámides              | |
| 918    | Marqués de Vadillo                      | Antonio López-Gta.Mques.Vadillo     | Calle de Antonio López Nº4                               | 23 N15                                                              | Marqués de Vadillo     | |
| 920    | Antonio López-Inmaculada Concepción     | Antonio López-Inmaculada Concepción | Calle de Antonio López Nº46                              | 23 N15                                                              |                        | |
| 922    | Puente Praga                            | Antonio López-Pte.Praga             | Calle de Antonio López Nº88                              | 23 N15                                                              |                        | |
| 924    | Antonio López-Mariblanca                | Antonio López-Mariblanca            | Calle de Antonio López Nº134                             | 23 N15                                                              |                        | |
| 928    | Glorieta de Cádiz                       | Antonio López-Amparo Usera          | Calle de Antonio López Nº164                             | 23 N15                                                              |                        | |
| 2423   | Marcelo Usera-Olvido                    | Marcelo Usera-Olvido                | Calle de Marcelo Usera Nº46                              | 47 247 N15                                                          |                        | |
| 2424   | Marcelo Usera-Ferroviarios              | Marcelo Usera-Ferroviarios          | Calle de Marcelo Usera Nº76                              | 47 247 N15                                                          | Usera                  | |
| 2426   | Marcelo Usera-Gabriel Usera             | Marcelo Usera-Gabriel Usera         | Calle de Marcelo Usera Nº114                             | 47 247 N15                                                          |                        | |
| 5875   | Rafaela Ybarra-Marcelo Usera            | Rafaela Ybarra-Marcelo Usera        | Avenida de Rafaela Ybarra Nº3                            | N15                                                                 |                        | |
| 1947   | Junta Municipal Usera                   | Av.Rafaela Ybarra-Dolores Barranco  | Avenida de Rafaela Ybarra Nº8                            | 6 60 81 N15                                                         |                        | |
| 1951   | Rafaela Ybarra-Pradolongo               | Av.Rafaela Ybarra-Pque.de la Paloma | Avenida del Cerro de los Ángeles Nº27                    | 6 60 81 N15                                                         |                        | |
| 1953   | Polideportivo Orcasitas                 | Av.Rafaela Ybarra-Pque.de la Paloma | Avenida de Rafaela Ybarra Nº52                           | 6 60 81 N15                                                         |                        | |
| 1957   | Rafaela Ybarra-Cestona                  | Av.Rafaela Ybarra-Cestona           | Avenida de Rafaela Ybarra Nº72                           | 6 60 78 81 116 131 N15                                              |                        | |
| 2824   | Unidad                                  | Unidad-Rafaela Ybarra               | Calle Unidad S/Nº                                        | 78 81 116 N15                                                       |                        | |
| 4624   | Gran Avenida-Camino Viejo Villaverde    | Gran Avenida-Cº Viejo Villaverde    | Gran Avenida Nº10                                        | 78 81 116 N15                                                       |                        | |
| 2828   | Plaza de la Asociación                  | Gran Avenida-Pza.Asociación         | Gran Avenida Nº24                                        | 78 81 116 N15                                                       |                        | |
| 2830   | Campotejar-Gran Avenida                 | Campotejar-Gran Avenida             | Calle de Campotéjar Nº19                                 | 78 116 N15                                                          |                        | |
| 2832   | Campotejar-Fernando Ortiz               | Campotejar-Fernando Ortiz           | Calle de Campotéjar Nº24                                 | 78 116 N15                                                          | Orcasitas              | |
| 5287   | Orcasur-Pza del Pueblo                  | Av.Orcasur-Pza.Pueblo               | Avenida de Orcasur Nº49                                  | 78 116 N15                                                          |                        | |
| 5256   | Avenida de los Poblados-Avenida Orcasur | Av.Orcasur-Moreja                   | Avenida de Orcasur Nº74                                  | N15                                                                 |                        | |
| 1134   | Avenida de Andalucía-San Fermín         | Av.Andalucía-Mezquita               | Avenida de Andalucía Nº20                                | 18 22 59 76 79 85 86 411 N13 N14 N15                                |                        | |
| 3898   | Hospital 12 Octubre                     | Hospital 12 de Octubre-Gta.Málaga   | Acceso a la Avenida de Andalucía Primero de Octubre S/Nº | 121 N15                                                             | Hospital 12 de Octubre | |

### Sentido Plaza de Cibeles
| Código | Denominación EMT                        | Denominación completa                 | Ubicación                                                | Líneas de la parada                                                 | Metro / Cercanías      | Otros |
| ------ | --------------------------------------- | ------------------------------------- | -------------------------------------------------------- | ------------------------------------------------------------------- | ---------------------- | --- |
| 3898   | Hospital 12 Octubre                     | Hospital 12 de Octubre-Gta.Málaga     | Acceso a la Avenida de Andalucía Primero de Octubre S/Nº | 121 N15                                                             | Hospital 12 de Octubre | N13 N14 |
| 2794   | Avenida Poblados-Eduardo Barreiros      | Eduardo Barreiros-Av.Poblados         | Calle de Eduardo Barreiros S/Nº                          | 76 N15                                                              | San Fermín-Orcasur     | |
| 2874   | Avenida de los Poblados-Avenida Orcasur | Av.Poblados-Av.Orcasur                | Avenida de los Poblados Nº154                            | 81 121 N15                                                          |                        | |
| 2875   | Avenida de los Poblados-Tolosa Latour   | Av.Poblados-Dr.Tolosa Latour          | Avenida de los Poblados Nº150                            | 81 121 N15                                                          |                        | |
| 3172   | Avenida de los Poblados-Expropiación    | Av.Poblados-Expropiación              | Avenida de los Poblados Nº169                            | 121 N15                                                             |                        | |
| 4814   | Avenida de los Poblados-Rafaela Ybarra  | Av.Rafaela Ybarra-Av.Poblados         | Avenida de Rafaela Ybarra Nº89                           | 6 60 78 81 N15                                                      |                        | |
| 4815   | Polideportivo Orcasitas                 | Av.Rafaela Ybarra-R.Beltrán Rózpide   | Avenida de Rafaela Ybarra Nº83                           | 6 60 81 N15                                                         |                        | |
| 5288   | Rafaela Ybarra-Parque de la Paloma      | Av.Rafaela Ybarra-Parque de la Paloma | Avenida de Rafaela Ybarra Nº77                           | 6 60 81 N15                                                         |                        | |
| 1948   | Junta Municipal Usera                   | Av.Rafaela Ybarra-Dolores Barranco    | Avenida de Rafaela Ybarra Nº18                           | 6 60 81 N15                                                         |                        | |
| 4646   | Rafaela Ybarra-Marcelo Usera            | Rafaela Ybarra-Marcelo Usera          | Avenida de Rafaela Ybarra Nº1                            | N15                                                                 |                        | |
| 2427   | Marcelo Usera-Gabriel Usera             | Marcelo Usera-Gabriel Usera           | Calle de Marcelo Usera Nº109                             | 47 247 N15                                                          |                        | |
| 2425   | Marcelo Usera-Ferroviarios              | Marcelo Usera-Ferroviarios            | Calle de Marcelo Usera Nº69                              | 47 247 N15                                                          | Usera                  | |
| 4352   | Marcelo Usera-Olvido                    | Marcelo Usera-Olvido                  | Calle de Marcelo Usera Nº43                              | 47 247 N15                                                          |                        | |
| 929    | Glorieta de Cádiz                       | Antonio López-Amparo Usera            | Calle de Antonio López Nº131                             | 23 N15                                                              |                        | |
| 925    | Antonio López-Mariblanca                | Antonio López-Mariblanca              | Calle de Antonio López Nº101                             | 23 N15                                                              |                        | |
| 923    | Puente Praga                            | Antonio López-Pte.Praga               | Calle de Antonio López Nº65                              | 23 N15                                                              |                        | |
| 921    | Antonio López-Inmaculada Concepción     | Antonio López-Inmaculada Concepción   | Calle de Antonio López Nº39                              | 23 N15                                                              |                        | |
| 919    | Marqués de Vadillo                      | Antonio López-Gta.Marqués de Vadillo  | Calle de Antonio López Nº5                               | 23 N15                                                              | Marqués de Vadillo     | |
| 328    | Pirámides                               | Pº Acacias-Gta.Pirámides              | Paseo de las Acacias Nº69                                | 34 36 62 116 118 119 N12 N15                                        | Pirámides              | |
| 381    | Olmos                                   | Pº Acacias-Pº Olmos                   | Paseo de las Acacias Nº43                                | 34 36 62 116 118 119 N12 N15                                        |                        | |
| 323    | Embajadores-Acacias                     | Pº Acacias-Gta.Embajadores            | Paseo de las Acacias Nº5                                 | 34 36 119 N12 N15                                                   |                        | |
| 321    | Embajadores-Ronda de Valencia           | Ronda de Valencia                     | Ronda de Valencia Nº7                                    | 34 36 41 119 C03 N12 N15 VAC-246                                    | Embajadores            | NC1 NC2 |
| 85     | Teatro Circo Price                      | Ronda de Atocha Nº35                  | Ronda de Atocha Nº37                                     | 27 34 36 41 119 C03 C2 N12 N15 N17 NC2                              |                        | NC1 |
| 4985   | Reina Sofía                             | Ronda de Atocha-Pº Sta.Mª Cabeza      | Ronda de Atocha Nº1                                      | 34 C03 C2 N12 N17 NC2                                               |                        | NC1 |
| 82     | Prado-Atocha                            | Pº Prado-Atocha                       | Paseo del Prado S/Nº                                     | 10 14 27 34 37 45 001 C03 E1 N9 N10 N11 N12 N13 N14 N15 N17 N25 N26 | Estación del Arte      | |
| 5511   | Museo del Prado-Jardín Botánico         | Pº Prado-Pza.Murillo                  | Paseo del Prado Nº22                                     | 10 14 27 34 37 45 001 C03 N9 N10 N11 N12 N13 N14 N15 N17 N25 N26    |                        | |
| 78     | Neptuno                                 | Pza.Cánovas del Castillo              | Plaza de Cánovas del Castillo Nº2                        | 10 14 27 34 37 45 001 C03 N9 N10 N11 N12 N13 N14 N15 N17 N25 N26    |                        | |
| 5442   | Cibeles                                 | Plaza de Cibeles                      | Paseo del Prado Nº2                                      | 10 N12 N15                                                          | Banco de España        | Líneas N1, N2, N3, N4, N5, N6, N7, N8, N9, N10, N11, N12, N13, N14, N16, N17, N18, N19, N20, N21, N22, N23, N24, N25, N26 y Exprés Aeropuerto (N27) |